# Litr
Litr, oznaczenie l (mała litera) – pozaukładowa jednostka objętości. W przeliczeniu na jednostki SI 1 l = 1/1000 m³ = 1 dm³.
W USA, Kanadzie, Australii do oznaczania tej jednostki stosuje się oficjalnie wielką literę L, w pozostałych krajach świata, w tym w Polsce, normą jest stosowanie małej litery l, choć stosowanie wielkiej litery jest również dopuszczalne.

## Stosowane przedrostki i ich powiązanie z układem SI
Z jednostką tą stosowane są przedrostki wielokrotności, zwykle zgodne z przedrostkami SI:
| Wielokrotność | Nazwa     | Symbole | Symbole | Równoważna objętość | Równoważna objętość  |         | Podwielokrotność | Nazwa | Symbole | Symbole | Równoważna objętość  | Równoważna objętość |
| 100 l         | litr      | l       | L       | dm3                 | decymetr sześcienny  | 100 l   | litr             | l     | L       | dm3     | decymetr sześcienny  |                     |
| 101 l         | dekalitr  | dal     | daL     |                     |                      | 10−1 l  | decylitr         | dl    | dL      |         |                      |                     |
| 102 l         | hektolitr | hl      | hL      |                     |                      | 10−2 l  | centylitr        | cl    | cL      |         |                      |                     |
| 103 l         | kilolitr  | kl      | kL      | m3                  | metr sześcienny      | 10−3 l  | mililitr         | ml    | mL      | cm3     | centymetr sześcienny |                     |
| 106 l         | megalitr  | Ml      | ML      | dam3                | dekametr sześcienny  | 10−6 l  | mikrolitr        | µl    | µL      | mm3     | milimetr sześcienny  |                     |
| 109 l         | gigalitr  | Gl      | GL      | hm3                 | hektometr sześcienny | 10−9 l  | nanolitr         | nl    | nL      | 106 µm3 |                      |                     |
| 1012 l        | teralitr  | Tl      | TL      | km³                 | kilometr sześcienny  | 10−12 l | pikolitr         | pl    | pL      | 103 µm3 |                      |                     |
| 1015 l        | petalitr  | Pl      | PL      | 103 km³             |                      | 10−15 l | femtolitr        | fl    | fL      | µm3     | mikrometr sześcienny |                     |
| 1018 l        | eksalitr  | El      | EL      | 106 km³             |                      | 10−18 l | attolitr         | al    | aL      | 106 nm3 |                      |                     |
| 1021 l        | zettalitr | Zl      | ZL      | Mm3                 | megametr sześcienny  | 10−21 l | zeptolitr        | zl    | zL      | 103 nm3 |                      |                     |
| 1024 l        | jottalitr | Yl      | YL      | 103 Mm3             |                      | 10−24 l | joktolitr        | yl    | yL      | nm3     | nanometr sześcienny  |                     |

## Historia
Nazwa jednostki pochodzi od starofrancuskiej miary objętości o nazwie litron, która w Polsce została zaadaptowana pod nazwą kwarty. Odtąd jej definicja i status ewoluowały:
- 1793: litr zdefiniowano we Francji jako 1 decymetr sześcienny, w ramach tworzenia nowego "Republikańskiego Układu Miar", po zwycięstwie Wielkiej Rewolucji Francuskiej.
- 1879: Międzynarodowy Komitet Miar i Wag (Comité International des Poids et Mesures, CIPM) włączył tę jednostkę do swojego układu miar i oznaczył ją symbolem "l" (mała litera el).
- 1901: 3. Generalna Konferencja Miar (Conférence Générale des Poids et Mesures, CGPM) zmieniła definicję litra na:

Jest to objętość jaką zajmuje 1 kg wody destylowanej w temperaturze 3,98 °C przy ciśnieniu 1 atm = 760 mm Hg (1013,25 hPa)
- 1964: na 12. Konferencji ponownie przywrócono definicję litra jako 1 dm³[3], po to aby uzgodnić tę jednostkę z układem SI. Okazało się bowiem, że ze ścisłej definicji metra w układzie SI i dokładnych pomiarów gęstości wody, wynika że 1 kg tej cieczy w 3,98 °C zajmuje 1,000028 dm³, a nie 1 dm³.